# Roze berberis
Roze berberis (Berberis aggregata) is een plant uit de berberisfamilie.
De soort werd beschreven door Schneider in 1908.

## Ecologie en verspreiding
Roze berberis houdt van een open, zonnige tot licht beschaduwde standplaats met een droge tot vochthoudende, voedselrijke, zwak zure tot zwak basische zand-, leem-, klei- of mergelgrond. Ze groeit op muren, in heggen en struikgewas, op overstroomde grond, in bossen en bermen. De plant stamt oorspronkelijk uit China en is als sierplant tegenwoordig wijd verspreid in de gematigde streken, zelfs tot in Nederland. De doorns zijn meestal driedelig, de bloemen staan in rechtopstaande, 1-4 cm lange pluimen, de bladen zijn gezaagd-getand en verkleuren in de herfst naar rood-oranje. De bessen worden lichtrood, zijn langwerpig met een lengte van 7 mm. Ze zijn eetbaar, maar smaken wrang en zijn rijk aan vitamine C. Ze worden door vogels gegeten en zo verspreid. De plant bevat het giftige alkaloïde berberine wat bij inname onder andere plotseling hoge bloeddruk en ademhalingsproblemen kan veroorzaken, maar daarnaast ook een antibacteriële werking heeft en veelbelovend is als middel tegen depressiviteit, kanker, hart- en vaatziekten en bij diabetes.